# Trasmettitore Nador
Il trasmettitore Nador è una struttura di radiodiffusione ad alta potenza per onde corte e lunghe, installata a Nador, in Marocco. Appartiene alla compagnia radiofonica privata Medi 1. La struttura è costituita da due antenne alte 380 metri e agganciate a terra mediante cavi. È una delle strutture artificiali più alte di tutta l'Africa.